# Joseph L. Roberts Jr.
Joseph L. Roberts Jr. (Chicago, 17 de febrero de 1935 - 15 de febrero de 2015 (Atlanta)) es un pastor bautista estadounidense. Fue el pastor principal de la Iglesia Bautista Ebenezer de Atlanta de 1975 a 2005.

## Biografía
Nació en Chicago (Illinois) el 17 de febrero de 1935. Estudió en el Knoxville College y obtuvo una Licenciatura en Artes en 1956, luego estudió teología en el Seminario Teológico Unión (Nueva York) y obtuvo una Maestría en Divinidad. También estudió teología en el Seminario Teológico de Princeton y obtuvo una Maestría en Teología.

### Ministerio
Sirvió en la administración de la Iglesia Presbiteriana en los Estados Unidos de América y también sirvió como pastor de la Iglesia Presbiteriana de Weequahic en Newark (Nueva Jersey). Posteriormente, se convirtió en pastor de la Iglesia Presbiteriana Unida de Elmwood Park (Nueva Jersey).
En 1975, se convirtió en pastor principal de la Iglesia Bautista Ebenezer en Atlanta. Fundó un ministerio para madres adolescentes, programas de tutoría y una cooperativa de alimentos. Durante su ministerio, la iglesia dio la bienvenida a más de 2000 nuevos miembros, lo que le llevó a planificar la construcción de un nuevo edificio que incluyera un auditorio de 1700 asientos, frente al anterior, cuya dedicación tuvo lugar en 1999.
Dejó su puesto de pastor principal en 2005.

## Vida personal
Se casó con Esther Wortham y tuvo tres hijos. Murió el 15 de febrero de 2015.

## Distinciones
Ha recibido 5 Doctorados en Divinidad (Doctorados honoris causa) de las siguientes universidades: Johnson C. Smith University, Centro Teológico Interdenominacional, Morehouse College, Franklin College (Indiana) y Kalamazoo College.